# 生物安全
生物安全指的是人們為防止有害生物（如病毒、细菌等）流入以及传播給动物和植物而採取的措施，目的是尽量减少传染病的传播风险以及生物恐怖主義的威脅。在农业方面，这些措施旨在保护粮食作物和牲畜免受害蟲、入侵物种和其他不利于人类福祉的生物体的侵害。
新西蘭是全球最早將生物安全納入法律的國家，該國於1993年就通過了生物安全法。2019冠状病毒病疫情波及全球，世界各国都需要采取生物安全措施来应对这一威胁。